# Elecciones provinciales de La Pampa de 1991
Las Elecciones generales de La Pampa de 1991 se realizaron el 8 de septiembre para elegir gobernador, vicegobernador y 21 diputados provinciales. El resultado estableció que el peronista Rubén Marín fuera electo gobernador.

## Reglas electorales
- Gobernador y vicegobernador electos por mayoría simple.
- 21 diputados, la totalidad de los miembros de la Cámara de Diputados Provincial. Electos por toda la provincia por sistema d'Hondt con un piso electoral de 3%.

## Elecciones generales

### Gobernador y vicegobernador
| Fórmula                  | Fórmula               | Partido               | Partido                                                | Votos   | %     |
| Gobernador               | Vicegobernador        | Partido               | Partido                                                | Votos   | %     |
| ------------------------ | --------------------- | --------------------- | ------------------------------------------------------ | ------- | ----- |
| Rubén Marín              | Manuel Justo Baladrón |                       | Partido Justicialista                                  | 70.225  | 48,47 |
| Emir Orlando di Napoli   |                       |                       | Unión Cívica Radical                                   | 40.939  | 28,25 |
| Ricardo José Telleriarte |                       |                       | Convocatoria Independiente                             | 26.677  | 18,41 |
|                          |                       |                       | Alianza Frente Popular (PTP - PDC - MID - PSA)         | 1.905   | 1,31  |
|                          |                       |                       | Partido Socialista Popular                             | 1.556   | 1,07  |
|                          |                       |                       | Movimiento Federalista Pampeano                        | 1.506   | 1,04  |
|                          |                       |                       | Alianza Pueblo Unido (PCA - Corriente Socialista - PI) | 1.402   | 0,97  |
|                          |                       |                       | Movimiento al Socialismo                               | 686     | 0,47  |
| Votos positivos          | Votos positivos       | Votos positivos       | Votos positivos                                        | 144.896 | 95,63 |
| Votos en blanco          | Votos en blanco       | Votos en blanco       | Votos en blanco                                        | 6.078   | 4,01  |
| Votos nulos              | Votos nulos           | Votos nulos           | Votos nulos                                            | 537     | 0,35  |
| Participación            | Participación         | Participación         | Participación                                          | 151.511 | 87,32 |
| Electores registrados    | Electores registrados | Electores registrados | Electores registrados                                  | 173.517 | 100   |
| Fuentes:                 |                       |                       |                                                        |         |       |

### Cámara de Diputados
| Partido               | Partido                                                | Votos   | %     | Bancas | Electos |
| --------------------- | ------------------------------------------------------ | ------- | ----- | ------ | --- |
|                       | Partido Justicialista                                  | 68.049  | 47,73 | 11/21  | Ver electos: - Ibrahim Fuad Lucca - Antonio Vicente - Juan Aurelio Isequilla - Oscar Mario Montes de Oca - Luis Alberto Galcerán - Rodolfo José Iturrioz - Luis Alberto Campo - Gladys Amelia Russell de Inchaurraga - Oscar Eduardo Rubiano - Santiago Raúl Giuliano - Jorge Luis Cabak |
|                       | Unión Cívica Radical                                   | 42.092  | 29,52 | 6/21   | Ver electos: - Fernando José Altolaguirre - César Ángel José Norverto - Juan Carlos Passo - Juan Carlos Olivera - Jorge Alberto di Liscia - Oscar Alberto de María |
|                       | Convocatoria Independiente                             | 24.185  | 16,96 | 4/21   | Ver electos: - Ricardo José Telleriarte - José Gabriel Pineda - Raquel Aurina Somovilla - Walter Dionisio Losada |
|                       | Alianza Frente Popular (PTP - PDC - MID - PSA)         | 2.137   | 1,50  |        | |
|                       | Movimiento Federalista Pampeano                        | 1.676   | 1,18  |        | |
|                       | Partido Socialista Popular                             | 1.580   | 1,11  |        | |
|                       | Alianza Pueblo Unido (PCA - Corriente Socialista - PI) | 1.503   | 1,05  |        | |
|                       | Movimiento al Socialismo                               | 705     | 0,49  |        | |
|                       | Partido Participación y Lealtad                        | 658     | 0,46  |        | |
| Votos positivos       | Votos positivos                                        | 142.585 | 94,11 |        | |
| Votos en blanco       | Votos en blanco                                        | 8.419   | 5,56  |        | |
| Votos nulos           | Votos nulos                                            | 507     | 0,33  |        | |
| Participación         | Participación                                          | 151.511 | 87,32 |        | |
| Electores registrados | Electores registrados                                  | 173.517 | 100   |        | |
| Fuentes:              |                                                        |         |       |        | |